# Koljala
Koljala est un village de la Commune de Sonda du Comté de Viru-Est en Estonie.
Au 31 décembre 2011, il compte 41 habitants.